# NGC 2997
NGC 2997 ist eine Spiralgalaxie vom Hubble-Typ Sc im Sternbild Luftpumpe (Antlia) am Südsternhimmel. Sie ist schätzungsweise 39 Millionen Lichtjahre von der Milchstraße entfernt und hat einen Durchmesser von etwa 100.000 Lj.

Im selben Himmelsareal befinden sich u. a. die Galaxien NGC 3001 und IC 2507.
Die Supernovae SN 2003jg (Typ-Ib/c) und SN 2008eh wurden hier beobachtet.
Das Objekt wurde am 4. März 1793 von dem deutsch-britischen Astronomen Wilhelm Herschel entdeckt.

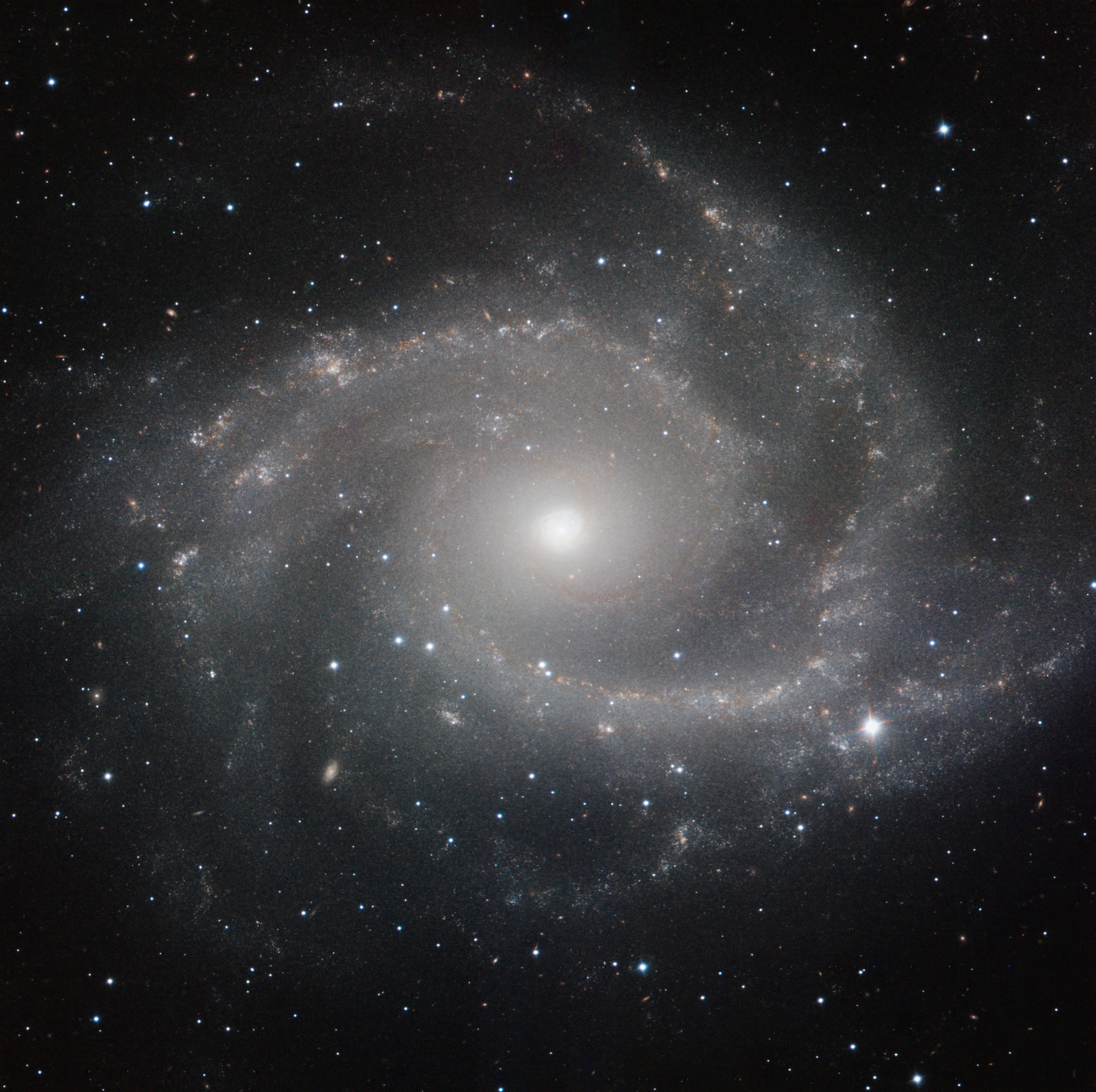
Infrarotaufnahme mit HAWK-I des Very Large Telescope der ESO
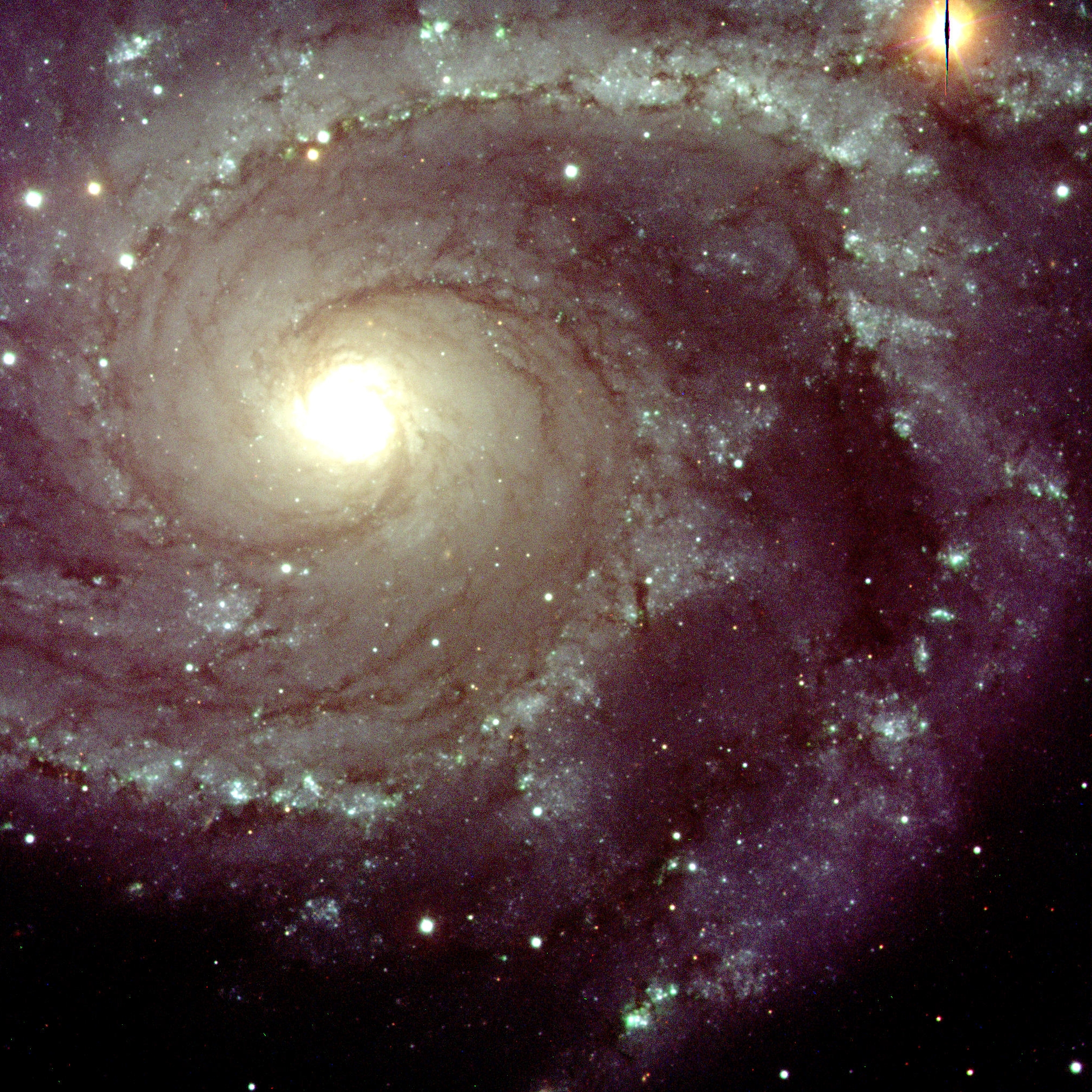
Detailaufnahme mit FORS1 des Very Large Telescope, die Bildseitenlänge entspricht 3,4 Bogenminuten.

## NGC 2997-Gruppe (LGG 180)
| Galaxie   | Alternativname | Entfernung/Mio. Lj |
| --------- | -------------- | ------------------ |
| IC 2507   | PGC 27903      | 46                 |
| NGC 2997  | PGC 23855      | 39                 |
| PGC 27104 | ESO 373-7      | 32                 |
| PGC 27135 | ESO 373-8      | 31                 |
| PGC 27836 | ESO 373-20     | 31                 |
| PGC 27623 | ESO 434-19     | 36                 |
| PGC 27869 | ESO 434-27     | 44                 |
| PGC 27918 | ESO 434-33     | 46                 |
| PGC 27966 | ESO 434-34     | 34                 |
| PGC 28149 | ESO 434-41     | 34                 |